# Токмаков-Звенигородский, Юрий Иванович
Князь Юрий Иванович Токмаков-Звенигородский (Токмаков) (Георгий Иванович Токмаков; † 1578) — русский военный и государственный деятель, окольничий, наместник и воевода в царствование Ивана Грозного.
Старший сын князя Ивана Васильевича Токмакова.
Составитель древнерусской повести о Выдропусской иконе Богородицы. По предположению Н. С. Тихонравова, перевёл с немецкого языка на русский знаменитый в средние века «Луцидариус».

## Биография
С братом князем Василием Ивановичем купили у князя Андрея Петровича Ноздрованого-Звенигородского село Гравороново в Коломенском уезде (1546). Сын боярский с Коломны 2-й статьи, пожалован в московское дворянство (1550). В 1556 году находился на воеводстве в Дедилове и Туле. В 1558 году — второй воевода в Дедилове, в 1559—1560 годах — воевода в Шацке, по вестям из Рыльска о продвижении крымских войск, был головою в Большом полку. откуда переведён в Тулу.
Подписался на поручной записи в 100 рублях по князю Ивану Дмитриевичу Бельскому (20 марта 1562). В 1562 году — второй воевода полка левой руки в Серпухове. В 1563 году — первый воевода в Невеле, откуда в 1564 году ходил в Литву, а затем служил вторым воеводой передового полка в Великих Луках. Осенью ходил оттуда к Озерищам первым воеводой «у наряду». После взятия Озерищ оставлен там на воеводстве. Подписался на поручной записи по тем боярам, которые ручались по князю Михаилу Ивановичу Воротынскому (12 апреля 1566). В 1567 году строил крепость Сушу и был там воеводой.
В 1570 году находился на воеводстве во Пскове. В середине февраля 1570 года царь Иван Грозный с опричным войском, разорив Новгород и его земли, прибыл в окрестности Пскова. Перед городскими воротами его встретил псковский воевода князь Ю. И. Токмаков. По словам современников, он склонился царю до земли и с поднятыми вверх руками просил, чтобы государь пощадил псковичей, при этом клятвенно поручился, что они не виноваты ни к какой измене. Псковичи выразили царю полную покорность. Царь Иван Грозный не пощадил Пскова, но здесь опричные репрессии носили более умеренный характер, нежели в Новгороде. По синодику опальных, опричники казнили во Пскове до 30-40 детей боярских, двух городских приказчиков и одного подьячего.
В январе 1571 года с русским войском направлен на помощь ливонскому королю Магнусу, осаждавшему город Ревель. Русские не смогли достаточно близко придвинуть пушки к стенам города. Артиллерийский обстрел города, продолжавшийся полтора месяца, не дал желаемых результатов. Ещё с осени 1570 года в самом Ревеле началась чума, которая вскоре переместилась из города в русский осадный лагерь. Многие ратники погибли. 16 марта 1571 года князь Юрий Иванович Токмаков, спасаясь от чумы, снял осаду с Ревеля и отступил в Псков.
В 1572 году командовал артиллерией в царском походе к Новгороду, а во время вторжения крымского хана Девлет-Гирея оставлен «на Москве, для осады».
Зимой 1572/1573 года командовал артиллерией в царском походе к Пайде, затем ходил с ливонским королем Магнусом к городу Каркусу. Пожалован в окольничии (1573). Командовал артиллерией в походе к Пернову и участвовал во взятии города (1573). Зимой 1575/1576 года командовал в большом полку артиллерией в походе к ливонским городам Лиговери, Коловери, Апслу, Падце и др.
В 1578 году скончался воевода и окольничий князь Юрий Иванович Токмаков, оставив после себя единственного сына — Ивана Юрьевича († 1590).